# Проваливай, дед!

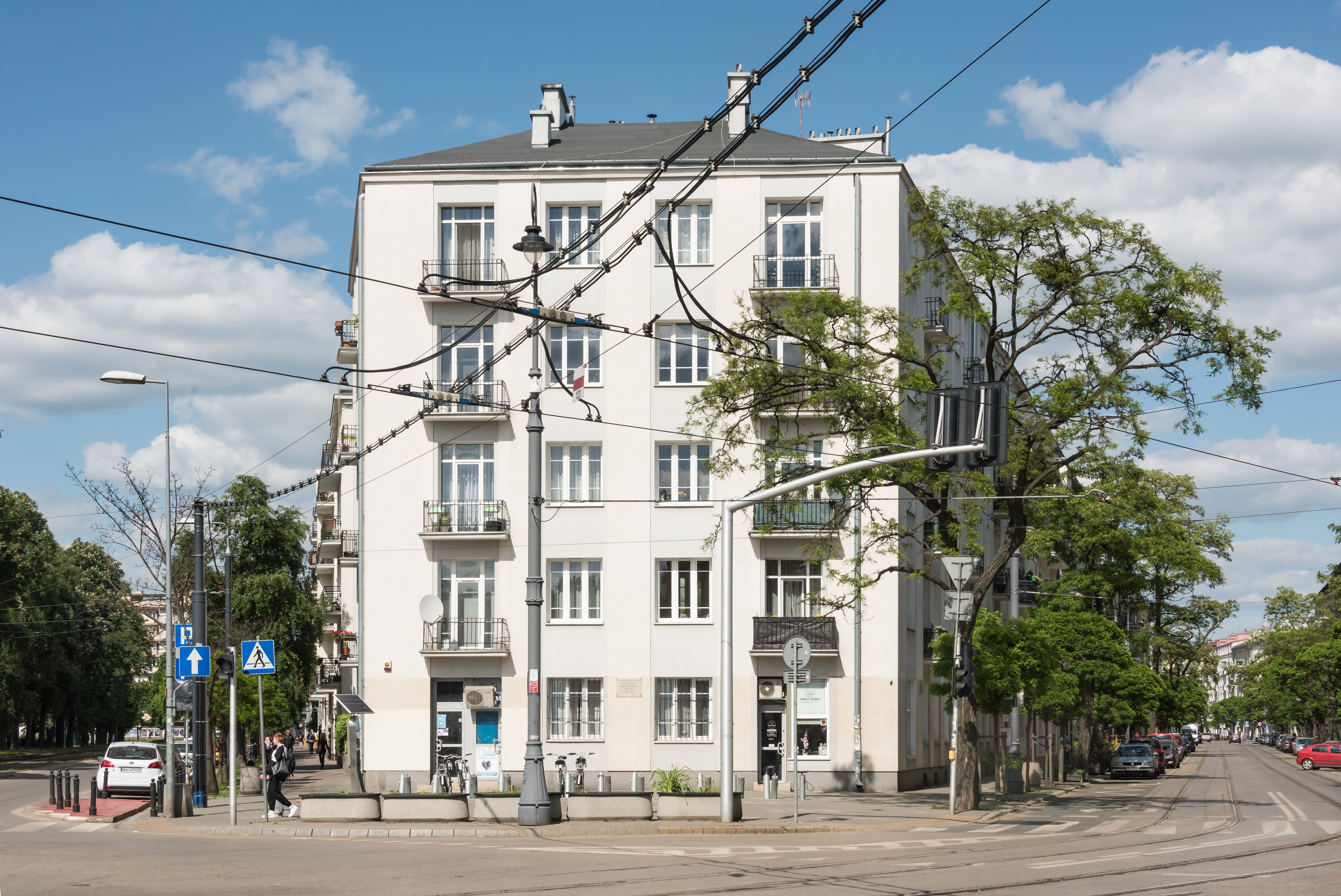
Перекрёсток улиц Инженерской, Сталёвой и 11 Ноября в Варшаве, где произошёл диалог

«Проваливай, дед!» (пол. Spieprzaj dziadu!) — фраза, произнесённая Лехом Качиньским в 2002 году во время предвыборной кампании в рамках выборов президента Варшавы (выдвигался от округа Прага). В контексте, в котором была упомянута фраза, упомянутый глагол spieprzać может переводиться с помощью ненормативной лексики со значением «проваливать» или «убираться прочь».

## Обстоятельства

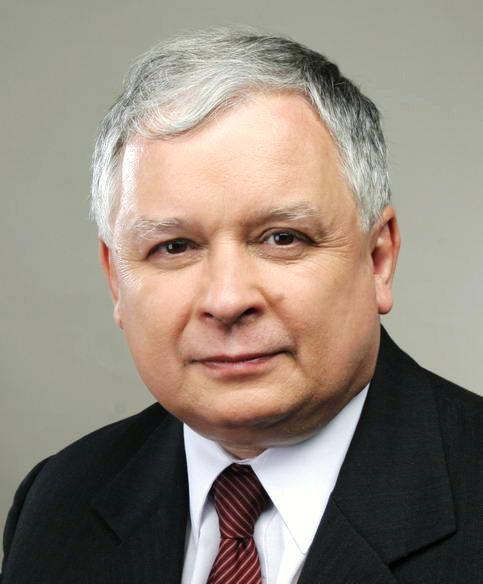
Лех Качиньский, избранный в 2002 году президентом Варшавы

4 ноября 2002 года Качиньский после встречи с избирателями садился в автомобиль, когда к нему подбежал мужчина в чёрной куртке, чёрной кепке и солнцезащитных очках. Между ними развязался диалог следующего содержания:

Пожилой мужчина: Вы сменили партию, вы разбежались как крысы.
Лех Качиньский: Пан! Проваливай, пан! Вот что скажу.
Пожилой мужчина: «Проваливай, пан»? Пан, вы правды боитесь!
Лех Качиньский: [прежде чем закрыть дверь машины] Проваливай, дед!
Пожилой мужчина: [журналисту] Ну как так можно отвечать: «Проваливай, пан?» Я же вежливо человека спросил.
Оригинальный текст (пол.)
Starszy mężczyzna: Partie żeście zmienili, pouciekaliście jak szczury!
Lech Kaczyński: Panie, spieprzaj pan! O, to panu powiem!
Starszy mężczyzna: „Spieprzaj pan”? Panie, bo pan się prawdy boisz!
Lech Kaczyński: [z wnętrza samochodu, przez uchylone drzwi] Spieprzaj, dziadu!
Starszy mężczyzna: [do dziennikarzy] Ale jak tak się można odzywać: „spieprzaj pan”? Ja się grzecznie spytałem człowieka!

Лех Качиньский позже объяснил, что пытался защитить собственную честь этой фразой:

Политик тоже имеет право на защиту достоинства. Первый поток ругани я выдержал, но после второго прямо сказал, насколько это прилично возможно на улице Праги, чтоб он убирался.
Оригинальный текст (пол.)Polityk też ma prawo do obrony godności. Pierwszą serię obelg wytrzymałem, dopiero przy drugiej powiedziałem twardo, ale jak na praską ulicę łagodnie, żeby sobie poszedł.

По состоянию на ноябрь 2009 года имя незнакомца не установлено. Фраза стала многократно цитироваться в фильмах и телевизионных программах, а также стала печататься на продаваемых товарах народного потребления

## Использование фразы в дальнейшем
- В 2005 году во время кампании перед президентскими выборами Дональд Туск воспользовался этой фразой и произнёс её 26 сентября на теледебатах с Качиньским. Согласно Туску, фраза Качиньского вызвала фурор.
- В 2007 году партия «Гражданская платформа» в рекламном ролике для телевидения вмонтировала видеозапись, на которой Качиньский выругался в адрес незнакомца[7]. Глава Демократического левого альянса Ежи Шмайдзиньский выкрикнул её в том же году в адрес Качиньского, осудив его высказывание о государственном строе Польской Народной Республики «Социализм — система голодранцев для голодранцев»[8].
- В 2008 году в Люблине 34-летний поляк по имени Пшемыслав был арестован за выкрики «Проваливай, дед!» в адрес Качиньского, арестованному предъявили обвинения в оскорблении президента[9]. Польское издание «Newsweek» задалось вопросом, имел ли право Качиньский обвинять кого-то в неуважении за фразу, сказанную им самим в 2002 году[10]. 31 декабря 2009 года Люблинская прокуратура прекратила расследование по этому делу из-за отсутствия состава преступления[11].
- В 2009 году член Польского Сейма Януш Паликот также был арестован полицией за оскорбление президента, процитировав фразу в своём отношении к Качиньскому. Мнения лингвистов разделились: часть считала это оскорблением, другая же считала это проявлением свободы слова и только сатирическим высказыванием[12].

## В массовой культуре
- Фраза звучала в ряде телевизионных программ и художественных фильмов, в том числе в ситкоме «Мир глазами Кепских» и культовом мультфильме «Повелитель мух[англ.]»[5]. Используется в польских локализациях компьютерной игры The Witcher в мягкой форме «Zjeżdżaj, dziadu» (с пол. — «Уйди, старик»), озвучке фильмов «Астерикс на Олимпийских играх», «Сезон охоты» и «Симпсоны в кино»[5].
- В продаже были напульсники с лозунгом, продававшиеся политическими организациями — противниками Качиньского[1].
- В ноябре 2009 года бизнесменом из варшавского района Прага начала чеканиться монета «Семь столичных стариков», которую можно было потратить на некоторые услуги в районе Прага. Было отчеканено 10 тысяч монет, каждая стоила семь злотых[6][13][14].